# 鈴木美司子
鈴木 美司子（すずき みつこ、1967年11月23日 - ）は、日本の女優。血液型はB型。本名同じ。
かつてスターダストプロモーション、浜中事務所（1987年1月から）に所属していた。

## 来歴・人物
東京都目黒区で出生、神奈川県横浜市育ち。姉と弟がいる。1980年、中学1年生の時に母親と一緒に買い物をしていたところをスカウトされ、芸能界入り。雑誌モデルを務めた後、女優の道に進み、1982年のテレビドラマ『他人家族』（テレビ朝日）の不良少女役でデビュー。デビュー間もない当時から薬師丸ひろ子似と評判だったことがあり、雑誌『GORO』に掲載された時には「ポスト薬師丸」とも紹介されていた。
1982年当時の公称サイズは身長150cm、B78cm、W56cm、H83cm。当時の趣味はローラースケート、スケートボード、ピアノ、詩の創作。自分の体の中で気に入りの部分は「歯」で、好きな女優は北林谷栄と話していたことがある。

## 主な活動

### テレビ
- 他人家族 （1982年、テレビ朝日 月曜劇場）- 中田洋子 役
- バッテンロボ丸 （1982年 - 1983年、フジテレビ） - 小百合婦警 役
- 科学戦隊ダイナマン （1983年、テレビ朝日） 第42話「挑戦 ダークナイト」 - 松山ゆかり 役
- 隠密くずれ　変幻くの一黄金城の秘密 （1983年8月26日、フジテレビ 時代劇スペシャル）
- やっさんのはちゃめちゃ捕物帖 （1983年 - 1984年 朝日放送 日曜笑劇場）
- 月曜ドラマランド（フジテレビ）
  - 少年隊のただいま放課後スペシャル（1984年6月4日）- かおる 役
  - 野球狂の詩（1985年1月7日）
  - 有閑倶楽部 （1986年11月10日）
- 天使のアッパーカット （1986年、TBS）
- 夫が戻る日 （1987年、東海テレビ）
- 化身（1987年、関西テレビ・フジテレビ系）[3]
- 暴れん坊将軍III 第17話「ちゃんにとどけ! 江戸ばやし」 （1988年、テレビ朝日 / 東映） - お咲 役
- 三匹が斬る! 第1シリーズ 第10話「湯の里は、地鳴り剣鳴り腹も鳴る」 （1987年、テレビ朝日）- おさよ 役
- ドラマ女の四季「母と子の卒業式」 （1988年3月28日、テレビ東京）
- 面白アニメランド （1985年、テレビ東京） - レギュラー

### 映画
- 「劇場版 バッテンロボ丸」- 小百合警部 役

### CM
- リボンシトロン（サッポロ飲料、1983年）

### 写真集
- 鈴木美司子写真集（近代映画社、撮影:荒木英仁）